# Diskuskastning för herrar vid olympiska sommarspelen 2016
Herrarnas diskuskastning vid olympiska sommarspelen 2016, i Rio de Janeiro i Brasilien avgjordes den 12-13 augusti på Estádio Olímpico João Havelange.

## Medaljörer
| Spel           | Guld                       | Silver                  | Brons                    |
| Diskuskastning | Christoph Harting Tyskland | Piotr Małachowski Polen | Daniel Jasinski Tyskland |

## Resultat

### Kval
| Placering | Grupp | Namn                      | Nationalitet | Nr 1  | Nr 2  | Nr 3  | Resultat | Noteringar |
| --------- | ----- | ------------------------- | ------------ | ----- | ----- | ----- | -------- | ---------- |
| 1         | A     | Piotr Małachowski         | Polen        | 64,69 | 65,89 |       | 65,89    | Q          |
| 2         | A     | Lukas Weißhaidinger       | Österrike    | 63,43 | 65,86 |       | 65,86    | Q, SB      |
| 3         | B     | Christoph Harting         | Tyskland     | x     | 64,49 | 65,41 | 65,41    | q          |
| 4         | A     | Andrius Gudžius           | Litauen      | 59,50 | x     | 65,18 | 65,18    | q, SB      |
| 5         | A     | Gerd Kanter               | Estland      | 62,86 | 64,02 | x     | 64,02    | q          |
| 6         | B     | Mason Finley              | USA          | 61,52 | 62,55 | 63,68 | 63,68    | q          |
| 7         | B     | Axel Härstedt             | Sverige      | 63,58 | x     | x     | 63,58    | q          |
| 8         | B     | Apostolos Parellis        | Cypern       | 61,60 | 63,35 | 61,74 | 63,35    | q          |
| 9         | B     | Zoltán Kővágó             | Ungern       | 59,83 | 63,34 | 61,57 | 63,34    | q          |
| 10        | B     | Martin Kupper             | Estland      | 61,15 | 62,92 | x     | 62,92    | q          |
| 11        | A     | Daniel Jasinski           | Tyskland     | x     | 62,83 | 61,30 | 62,83    | q          |
| 12        | B     | Philip Milanov            | Belgien      | 62,68 | 62,59 | x     | 62,68    | q          |
| 13        | B     | Sven Martin Skagestad     | Norge        | 59,69 | 62,45 | x     | 62,45    |            |
| 14        | A     | Daniel Ståhl              | Sverige      | 60,78 | x     | 62,26 | 62,26    |            |
| 15        | B     | Robert Harting            | Tyskland     | x     | x     | 62,21 | 62,21    |            |
| 16        | A     | Andrew Evans              | USA          | x     | 61,87 | x     | 61,87    |            |
| 17        | B     | Robert Urbanek            | Polen        | x     | 61,76 | 61,53 | 61,76    |            |
| 18        | B     | Mauricio Ortega           | Colombia     | x     | 61,62 | x     | 61,62    |            |
| 19        | B     | Matthew Denny             | Australien   | 60,78 | 61,16 | x     | 61,16    |            |
| 20        | A     | Benn Harradine            | Australien   | 60,82 | 60,85 | 55,68 | 60,85    |            |
| 21        | B     | Guðni Valur Guðnason      | Island       | 53,51 | 60,45 | 59,37 | 60,45    |            |
| 22        | A     | Jorge Fernández           | Kuba         | 59,93 | 60,43 | 60,09 | 60,43    |            |
| 23        | A     | Mykyta Nesterenko         | Ukraina      | 57,87 | 60,28 | 60,31 | 60,31    |            |
| 24        | B     | Ehsan Haddadi             | Iran         | 57,86 | 59,92 | 60,15 | 60,15    |            |
| 25        | B     | Frank Casañas             | Spanien      | x     | 57,81 | 59,96 | 59,96    |            |
| 26        | A     | Tavis Bailey              | USA          | x     | 59,81 | 59,25 | 59,81    |            |
| 27        | A     | Lois Maikel Martínez      | Spanien      | x     | 59,42 | x     | 59,42    |            |
| 28        | B     | Vikas Gowda               | Indien       | 57,59 | 58,99 | 58,70 | 58,99    |            |
| 29        | A     | Alex Rose                 | Samoa        | 57,24 | 56,47 | 54,42 | 57,24    |            |
| 30        | A     | Mahmoud Samimi            | Iran         | 56,94 | 55,43 | 56,07 | 56,94    |            |
| 31        | A     | Jevgenij Labutov          | Kazakstan    | 55,54 | 54,02 | 54,82 | 55,54    |            |
| 32        | B     | Oleksij Semenov           | Ukraina      | 54,69 | 54,59 | 55,35 | 55,35    |            |
| 33        | A     | Sultan Mubarak Al-Dawoodi | Saudiarabien | x     | 54,09 | 54,84 | 54,84    |            |
| 34        | A     | Fedrick Dacres            | Jamaica      | x     | x     | 50,69 | 50,69    |            |
| 35        | B     | Danijel Furtula           | Montenegro   | x     | x     | x     | NM       |            |

### Final
| Placering | Namn                | Nationalitet | Nr 1  | Nr 2  | Nr 3  | Nr 4             | Nr 5             | Nr 6             | Resultat | Noteringar |
| --------- | ------------------- | ------------ | ----- | ----- | ----- | ---------------- | ---------------- | ---------------- | -------- | ---------- |
| 1         | Christoph Harting   | Tyskland     | 62,38 | 66,34 | x     | x                | 64,77            | 68,37            | 68,37    | PB, WL     |
| 2         | Piotr Małachowski   | Polen        | 67,32 | 67,06 | 67,55 | x                | 65,51            | 65,38            | 67,55    |            |
| 3         | Daniel Jasinski     | Tyskland     | 65,77 | 65,01 | 66,08 | 64,83            | 63,31            | 67,05            | 67,05    |            |
| 4         | Martin Kupper       | Estland      | 64,47 | x     | 62,88 | x                | x                | 66,58            | 66,58    |            |
| 5         | Gerd Kanter         | Estland      | 65,10 | 63,01 | 64,45 | 63,73            | x                | x                | 65,10    |            |
| 6         | Lukas Weißhaidinger | Österrike    | 62,14 | 62,44 | 61,81 | x                | x                | 64,95            | 64,95    |            |
| 7         | Zoltán Kővágó       | Ungern       | 64,50 | x     | 62,98 | x                | x                | x                | 64,50    |            |
| 8         | Apostolos Parellis  | Cypern       | 61,00 | 60,82 | 63,72 | x                | 63,49            | 62,37            | 63,72    |            |
| 9         | Philip Milanov      | Belgien      | 62,22 | x     | x     | Gick inte vidare | Gick inte vidare | Gick inte vidare | 62,22    |            |
| 10        | Axel Härstedt       | Sverige      | 54,77 | 62,12 | x     | Gick inte vidare | Gick inte vidare | Gick inte vidare | 62,12    |            |
| 11        | Mason Finley        | USA          | 60,43 | x     | 62,05 | Gick inte vidare | Gick inte vidare | Gick inte vidare | 62,05    |            |
| 12        | Andrius Gudžius     | Litauen      | 60,66 | 58,89 | x     | Gick inte vidare | Gick inte vidare | Gick inte vidare | 60,66    |            |